# Alekséi Butakov
Alekséi Ivánovich Butakov (en ruso: Алексей Иванович Бутаков) (Kronstadt, 19 de febrero de 1816 - Schwalbach (Hesse), 28 de junio de 1869) fue un almirante ruso, comandante en jefe de la Armada Imperial Rusa. Además de por sus servicios militares, es recordado por haber sido uno de los primeros exploradores del mar de Aral, lo que le mereció la concesión en 1867 de la medalla de Oro del Fundador de la Royal Geographical Society.

## Biografía

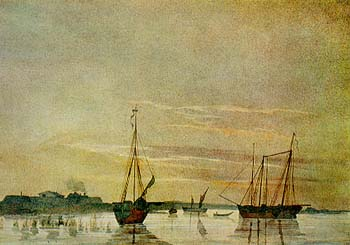
Barco de la expedición al mar de Aral basada en la obra de Taras Grigorovitch Cheventchenko

Muy joven, Alekséi Ivanovich Butakov aprendió la vida militar a bordo de los barcos ya que su padre, Ivan Nikolayevich Butakov, lo llevó consigo y le enseñó el oficio de marino. En 1828, con el rango de guardia marina (un rango vigente en la Armada Imperial Rusa de 1716 a 1917), Alekséi se diplomó en el Cuerpo naval de Cadetes. En 1832, tras finalizar sus estudios en la Escuela naval, Alekséi inició su carrera en la Armada Imperial Rusa. De 1835 a 1837 sirvió en el mar Báltico en el Ceres y en las fragatas Urania y Bellona. En 1838 fue elevado al grado de teniente de marina (capitán de barco), cada año viajaba al mar Báltico y al golfo de Finlandia. En 1840, en el barco de transporte Abo (Або), participó en una expedición muy agotadora para los miembros de la tripulación. Partiendo de Kronstadt, pasó el cabo de Buena Esperanza, fue a Kamchatka y luego al cabo de Hornos, regresando a Kronstadt en 1842.
Demostrando grandes habilidades, Alekséi llamó la atención del almirante Fabian Gottlieb von Bellingshausen, entonces gobernador militar de Kronstadt. En 1843, gracias al apoyo del almirante, pudo servir en el  Brien  y en el bergantín Agamemnon (Агамемнон). El Departamento del Ministerio de la Armada le encomendó el transporte de un cargamento de pólvora desde San Petersburgo a Riga. En 1846, Alekséi se unió al almirante von Bellingshausen en el golfo de Finlandia, algún tiempo después fue nombrado comandante del velero Radouga.
En 1848, Alekséi fue designado para dirigir una expedición para estudiar el mar de Aral. La goleta Konstantin construida para este viaje de estudios transportaba a 27 personas, entre ellas al poeta y pintor ucraniano Taras Chevtchenko|Taras Grigorovitch Cheventchenko (1814-1861). A finales del mes de agosto de 1849, comenzaron las descripciones del mar de Aral, se realizaron numerosos estudios hidrográficos sobre este mar (excepto en su parte oriental): se examinó su profundidad, se hizo un estudio completo de la isla Barsa-Kelmes, del grupo de islas de Vozrojdenia, incluida la isla Renaissance que fue examinada. Se enviaron estudios relacionados con astronomía, meteorología, botánica, geología y una colección de minerales al Instituto de Minería (esta escuela técnica superior había sido fundada el 4 de noviembre de 1773) en San Petersburgo). El 27 de enero de 1849, Alekséi fue admitido en la Sociedad Geográfica Rusa (fundada en 1845 en San Petersburgo por el navegante ruso Fyodor Petrovich Litke (1797-1882), además, por sus trabajos de estudio en el mar de Aral, recibió la Orden de San Vladímir (4.ª clase).
En 1850, basándose en el trabajo de Alekséi, el Departamento Hidrográfico de la Armada publicó la primera carta marina del mar de Aral. Ese mismo año, Alekséi fue enviado a Suecia para comandar dos barcos destinados a la flota del mar de Aral. En 1852, los barcos de vapor  Perovski (Перовский) y Obroutchev (Обручев) f fueron enviados a Raimskoe (Раим), ahora Kazajstán, y desempeñaron un papel importante en el estudio del mar de Aral.
En 1853, colocado al frente de la flota del mar de Aral, Alekséi emprendió una nueva expedición al mar de Aral, al mismo tiempo que tomó parte en la conquista de los países de Asia Central (Kazajistán, Kirguistán, Tayikistán, Turkmenistán, Uzbekistán, Kanato de Kokand, Taskent). Ese mismo año participó en la toma de la fortaleza de Kokand y de la mezquita de Ak. Como recompensa recibió la Orden de Santa Ana (2.ª clase). El 30 de agosto de 1855, fue ascendido a capitán de segundo rango (rango correspondiente al de teniente coronel de infantería o de la fuerza aérea). El mismo año, Alekséi se instaló en Kazalinsk e hizo una descripción muy detallada de la desembocadura del Syr Darya. En 1857 participó en la guerra contra los rebeldes kirguís y su comportamiento en el conflicto le valió el grado de capitán de 1.º rango (6 de junio de 1857) (rango correspondiente al de coronel de infantería o del ejército del aire). De 1858 a 1859, estuvo en el vapor Perovski (Перовский) (donde también estaban a bordo Alexander Mozhaiski y Otto Wilhelm von Struve), remontó el Amu Darya hasta Kungrad (ciudad situada en el noroeste de Uzbekistán). En 1859 ayudó a establecer la embajada rusa en Jiva (ciudad de Uzbekistán), recibió la Orden de Santa Ana (2.ª clase con corona  imperial). El mismo año, apoyó a Békou-Mahomet Fanou en su represión llevada a cabo contra un levantamiento contra el khan, y el capitán de 1.º rango les obligó a rendirse. Luego retomó sus estudios científicos, hizo un inventario detallado del delta del Amu Darya remontándose a Nukus. En 1860 fue llamado a San Petersburgo y luego enviado a Inglaterra y Estados Unidos para comandar dos barcos, diques flotantes y barcazas para la flota del mar de Aral. En 1862, los vapores Aral y Syrdarya fueron botados en Kazalinsk.
En 1864, de regreso a San Petersburgo, Alekséi continuó su servicio en el mar Báltico. En 1866 fue condecorado con la Orden de San Vladimir (3.ª clase). El 5 de octubre de 1867, fue ascendido a almirante y además se le confió el mando de un grupo de barcos en el Mediterráneo. En 1868 fue designado para el cargo de comandante en jefe del puerto de San Petersburgo, además, se le concedió la Orden de San Estanislao (1.ª clase).
Después de sus estudios en el mar de Aral, Alekséi fue elegido miembro honorario de la Sociedad Geográfica de Berlín y recibió la Orden del Águila Roja. En 1867 por sus estudios del mar de Aral y de la desembocadura del Amu Darya, recibió la medalla de oro de la Sociedad Geográfica de Londres.

## Muerte
Alekséi Ivanovich Butakov murió en Schwalbach (Hesse), Alemania, el 28 de junio de 1869.

## Familia
Era hijo del vicealmirante Ivan Nikolayevich Butakov. Sus cuatro hermanos hicieron carrera en la Armada Imperial Rusa:
- Grigori Ivanovitch Butakov (1820-1882), uno de los reformadores de la Armada Imperial Rusa después de la Guerra de Crimea;
- Ivan Ivanovich Butakov, autor de dos vueltas al mundo en la fragata  Pallada, viajes narrados por el escritor ruso Ivan Alexandrovitch Goncharov.

En 1853, Alekséi Ivanovich Butakov se casó con Olga Nikolaevna Bezobrazova (1830-1903).

## Distinciones
- Orden de San Vladimiro (4.ª clase);
- 1854: Orden de Santa Ana (2.ª clase);
- Orden del Águila Roja (3.ª clase);
- 1859: Orden de Santa Ana ((2.ª clase, con corona imperial);
- 1865: Orden de San Olaf ;
- 1866: Orden de San Vladimiro (3.ª clase);
- 1868: Orden de San Estanislao (1.ª clase).